# Кулле, Тора
Тора Кулле (швед. Thora Kulle, урождённая Нильссон (швед. Nilsson); 1849—1939) — шведская художница по текстилю.

## Биография
Родилась 20 октября 1849 года в лене Мальмёхус в семье фермеров Нильса Нильссона и его жены Ханны Окесдоттер, где росло девять детей.
В 1860 году семья переехала в небольшой город Igelösa, где они прожили десять лет, а затем — в город Billeberga. Потом семья отправилась в Лунд, где они окончательно обосновались в 1882 году. В 1973 году она вышла замуж за Ларса Кулле (Lars Leander Kulle), у них родилось восемь детей. Её зятем был шведский художник и гравёр Якоб Кулле.
Образование Тора получила в Лунде в школе для девочек, управляемой Mamsellerna Darin, где помимо обычных предметов также обучали ремеслам. Затем вместе с Силлуф Олссон и Бенгтой Эскильссон Тора Кулле изучала ткачество в школе Handarbetets Vänner в Лунде. В 1879 году вместе с Якобом Кулле она основала в Лунде школу ткачества и организовала розничный текстильный бизнес с магазином, где продавались товары, произведенные ткачихами, прошедшими обучение в школе. Тора и Якоб открыли отделения в разных местах Швеции, в том числе магазин в Стокгольме.
Тора Кулле на протяжении многих лет совершенствовала свои навыки в рукоделии и вышивании, пользуясь интересом и стремлением своего зятя к обновлению цветочного узора в производимых тканях. Они опирались на текстильные узоры, которые сохранились в домах местных крестьян, и, как правило, были мало неизвестны. Художнице удалось собрать около тысячи различных текстильных узоров, которые легли в основу производимой продукции.
Кулле стала широко известна благодаря участию в международных выставках. Помимо выставок в Швеции, она участвовала в Скандинавской выставке 1888 года в Копенгагене, где была удостоена первой премии, и на Всемирной выставке в Париже 1900 года, где получила золотую медаль. Также она была удостоена премии Idunpriset.
Умерла 12 октября 1939 года в Лунде, где и была похоронена на семейном участке кладбища Norra kyrkogården.